# アディー・メルセデス
アディー・メルセデス（Addys Mercedes）は、キューバのシンガーソングライター。ドイツ・エッセン在住。

## ディスコグラフィ

### CDアルバム
- Mundo Nuevo (2001 Media Luna)
- Nomad (2003 Media Luna)
- Addys (2012 Media Luna)

### CDシングル
- Mundo Nuevo (2001 Media Luna)
- Gitana Loca (2005 Media Luna)
- Esa Voz (2005 Media Luna)
- Sabado Roto (2011 Media Luna)
- Hollywood (2012 Media Luna)
- Gigolo (2012 Media Luna)

## ウェブサイト
- 公式サイト  Addys Mercedes

| スタブアイコン | サブスタブ | この項目は、まだ閲覧者の調べものの参照としては役立たない、歌手に関連した書きかけの項目です。この項目を加筆・訂正などしてくださる協力者を求めています（P:音楽/PJ:芸能人）。 |